# Estonsko na Letních olympijských hrách 2016
Estonsko se účastnilo Letní olympiády 2016.

## Medailisté
| Medaile | Jméno                                                 | Sport     | Soutěž             |
| ------- | ----------------------------------------------------- | --------- | ------------------ |
| Bronz   | Tõnu Endrekson Andrei Jämsä Allar Raja Kaspar Taimsoo | Veslování | Muži párová čtyřka |